# Phare de Hendricks Head
Le phare de Hendricks Head (en anglais : Hendricks Head Light) est un phare actif situé à Southport à l'embouchure de Sheepscot River, dans le Comté de Lincoln (État du Maine).
Il est inscrit au Registre national des lieux historiques depuis le 20 novembre 1987 .

## Histoire
La ville de Southport occupe une île éponyme sur la côte centrale du Maine, séparant la rivière Sheepscot de Boothbay Harbor. Hendricks Head est une péninsule qui s'étend vers le sud-ouest sur la partie nord de la côte ouest de l'île et marque le point le plus à l'ouest de l'île.
Le phare, situé à la pointe de la péninsule, a été construit en 1829 et ses structures actuelles datent de 1875. La station a été créée pour marquer l'embouchure de la rivière Sheepscot, qui permettait d'accéder au centre de construction navale et portuaire de Wiscasset, alors important. Le phare d'origine consistait en une maison de gardien, construite sur une fondation en moellons, avec la maison à lanterne montée au sommet. La tour actuelle et la maison du gardien ont été construites en 1875. La maison repose sur les fondations du bâtiment précédent.
La station comprend une tour, une maison de gardien, un clocher à signal de brouillard, un hangar et un bâtiment à combustible. À l'origine, le phare était relié à la maison du gardien par un passage couvert. La maison du gardien est un bâtiment à ossature de bois. Le clocher est une structure approximativement pyramidale, avec une section centrale fermée abritant la cloche de brume. Il a été désactivé en 1933 mais rallumé en 1951 quand il a pu être alimenté à l'électricité. La lumière est allumée en permanence.
La maison du gardien du bois sur deux étages est maintenant une résidence d'été privée .

## Description
Le phare  est une tour quadrangulaire en brique, avec une galerie et une lanterne octogonale de 12 m de haut, adossée à une maison de gardien. La tour est peinte en blanc et la lanterne est noire. Il émet, à une hauteur focale de 13,5 m, un feu fixe blanc d'une portée est de 9 milles nautiques (environ 17 km). Il possède aussi un feu à secteurs rouge d'une portée de 7 milles nautiques (environ 13 km).
Identifiant : ARLHS : USA-369 ; USCG : 1-5665 - Amirauté : J0144 .
|                |
| Hendricks Head |

|          |
| Le phare |

### Lien connexe
- Liste des phares du Maine